# Orologio della Praça Oito de Setembro
L'Orologio della Praça Oito de Setembro (in portoghese Relógio da Praça Oito de Setembro) è uno storico monumento della città di Vitória in Brasile.

## Storia
La torre dell'orologio, progettata dall'architetto Jayme Figueira e costruita sotto la responsabilità di Radagásio Alves e Chico Francês, venne inaugurata nel 1942. Quanto all'orologio vero proprio, questo fu opera di João Ricardo Hermann Schorling, un immigrato di origine tedesca residente nella municipalità di Domingos Martins.

## Descrizione
La struttura dell'orologio è formata da una torre alta 16 metri che dispone di quattro orologi, uno per ogni lato, oltre a sette campane situate sulla sua cima. Il monumento presenta uno stile Art déco.